# آرتور استپانیان
آرتور استپانیان (ارمنی: Արթուր Ստեփանյան؛ زادهٔ ۱۴ آوریل ۱۹۸۷ در ایروان) یک بازیکن فوتبال در پست مدافع اهل ارمنستان است.

## باشگاهی
از باشگاه‌هایی که در آن بازی کرده‌است می‌توان به باشگاه فوتبال سوکول ساراتوف، باشگاه فوتبال پیونیک، باشگاه فوتبال ساترن-۲ رایون مسکو، باشگاه فوتبال اسپارتاک یوجی‌پی آناپا، باشگاه فوتبال آمکار پرم، باشگاه فوتبال چرنومورتس نووراسییسک، باشگاه فوتبال گورنیاک اوچالی، باشگاه فوتبال تیومن، باشگاه فوتبال اورنبورگ، باشگاه فوتبال نفتخیمیک نیژنکامسک، باشگاه فوتبال آستراخان اشاره کرد.

## تیم ملی
وی همچنین در زیر ۲۱ سال ارمنستان بازی کرده است.